# To Mega Therion
To Mega Therion es el primer álbum de estudio de la banda suiza de metal extremo Celtic Frost, grabado en septiembre de 1985 y publicado al mes siguiente a través de Noise Records. Los fundadores del grupo, el guitarrista y vocalista Tom G Warrior y el bajista Martin Eric Ain, tuvieron que buscar un batería capacitado para su grabación y tras algunos meses de búsqueda encontraron al estadounidense Reed St. Mark, sin embargo, poco después de su llegada, Ain tuvo que abandonar la formación debido a problemas personales. Dominic Steiner fue el elegido para sustituirle y pese a tener conocimientos musicales, no encajó con el estilo de la banda y le reemplazaría su antecesor tras terminar la grabación.
El disco, con un título referente a Aleister Crowley, incorporó instrumentos característicos de la música clásica e incluyó en su portada una obra de H. R. Giger que mostraba a una figura demoníaca armada con un tirachinas con la forma de un Cristo crucificado. Tras su lanzamiento recibió principalmente reseñas positivas y varias publicaciones lo han seleccionado como uno de los mejores trabajos de su género.

## Trasfondo

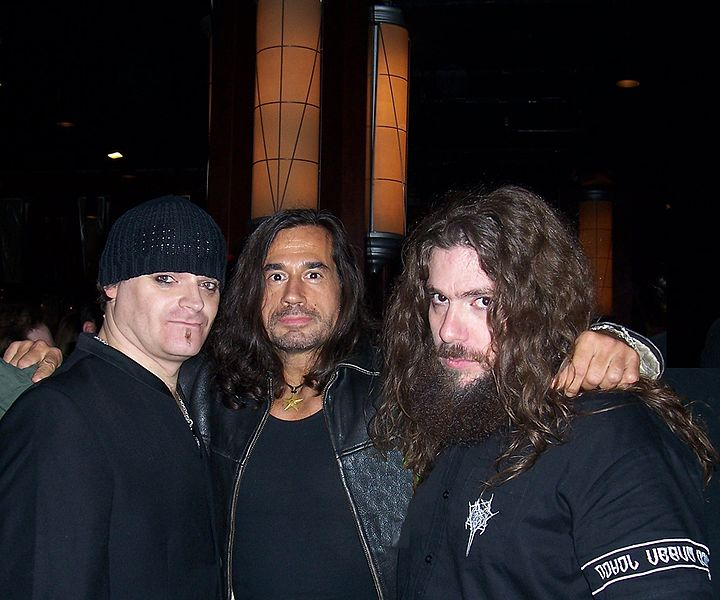
Warrior, St. Mark y Ain reunidos en 2006.

Tom G. Warrior (guitarra y voz) y Martin Eric Ain (bajo) formaron Celtic Frost en mayo de 1984 tras disolver su proyecto anterior, Hellhammer. Su principal problema fue completar su formación con un batería capacitado, de modo que tuvieron que recurrir a Stephen Priestly, con el que habían trabajado con anterioridad, para grabar el EP Morbid Tales (1984). Sin embargo, Priestly no permaneció mucho tiempo en la banda debido a diferencias musicales y su salida provocó que sus compañeros tuvieran que cancelar una gira por Europa ante la incapacidad de encontrarle un sustituto. La búsqueda de un nuevo batería fue un proceso arduo y, según Warrior, los pocos candidatos que acudían a su local de ensayo para hacer audiciones «eran patéticos perdedores cuya filosofía y comprensión del metal estaban tan lejos de la nuestra como era humanamente posible», motivo por el cual el dúo contactó con Brian Slagel, propietario de Metal Blade Records, para que localizara a algún percusionista en los Estados Unidos. Durante los meses siguientes, Ain y Warrior aprovecharon para componer canciones para un nuevo EP, cuya grabación tuvo que ser pospuesta en varias ocasiones hasta que Noise Records fijó la fecha límite en marzo de 1985. Finalmente, en febrero encontraron a Jeff Cardelli, un músico de Seattle, y justo antes de prepararle un vuelo hasta Suiza, otro batería estadounidense, Reed St. Mark, contactó con ellos. En aquellos momentos, St. Mark residía en Zúrich, ya que tocaba con grupos suizos de jazz fusión y había formado parte de la banda de hard rock Crown, y pese a que provenía de una escena musical totalmente distinta, fue el elegido para completar el trío. En marzo, solo tres semanas después de la llegada de St. Mark, el conjunto viajó a Berlín Oeste para la grabación de tres temas para su inclusión en el EP Emperor's Return (1985), que también incorporó dos de las pistas excluidas de la edición europea de Morbid Tales.
En verano de 1985, a solo dos meses de comenzar la grabación del que sería su primer álbum de estudio, Ain abandonó la formación debido a problemas personales, pues a sus 17 años todavía vivía con sus padres y estos no aprobaban su forma de vida y que formara parte de una banda que criticaba la religión. Para reemplazarle, Warrior y St. Mark tuvieron que recurrir a Dominic Steiner, que entonces era bajista del grupo Junk Food.

## Grabación
En septiembre, el trío viajó nuevamente a Berlín Oeste para la grabación de To Mega Therion en los estudios Caet, que habían cambiado su nombre por Casablanca y en donde anteriormente habían registrado sus dos EP. Nuevamente, las labores de producción corrieron a cargo de Horst Müller, ya que en palabras de Warrior no iban a cambiar un «equipo ganador», sin embargo, de acuerdo con el vocalista, en esas ocasiones las sesiones «fueron desastrosas y a menudo catastróficas» provocadas por el desinterés del productor, que se dedicaba a leer revistas de coches en la mesa de mezclas. El comportamiento de Müller le provocó discusiones con Warrior, que fue quien tuvo que terminar las canciones y hacer las veces de productor, sin apenas participación de Steiner y St. Mark quien recordó que «Horst y Tom tenían acaloradas discusiones en alemán que me costaba entender, así que mi ayuda fue mínima».
Por otra parte, el papel del nuevo bajista también provocó choques entre el trío y aunque Warrior destacara que «era mucho mejor que yo musicalmente hablando; al mismo nivel que Reed», el sonido de Steiner fue mejor en los ensayos que en la grabación y cómo recordó el vocalista «en Berlín nos dimos de cuenta que teníamos un bajista que no encajaba en nuestra banda o en nuestra filosofía. No mostró sus habilidades técnicas. Estábamos extremadamente decepcionados con las líneas de bajo que tocó». St. Mark también recriminó a Steiner que llevara a Alemania un bajo Kramer porque tenía un «aspecto bonito», en vez de uno de madera que sonaba mejor.
Al igual que en Morbid Tales, Warrior decidió incorporar instrumentos propios de la música clásica y por este motivo, Wolf Bender, que había grabado el violín en el mencionado EP, tocó la trompa en tres de los temas, mientras que Claudia-Maria Mokri, una estudiante de ópera que trabajaba en Noise Records para pagarse sus clases, puso voz a tres de las canciones. Debido a que el guitarrista era un músico autodidacta y no tenía conocimientos de solfeo, tocó su guitarra ante Steiner, quien tenía estudios musicales, para que este pudiera escribir una partitura para Bender. Según Warrior, «esa fue la única vez que Dominic fue un miembro constructivo del grupo. Fue una situación crucial y Dominic salvó el día».

## Música

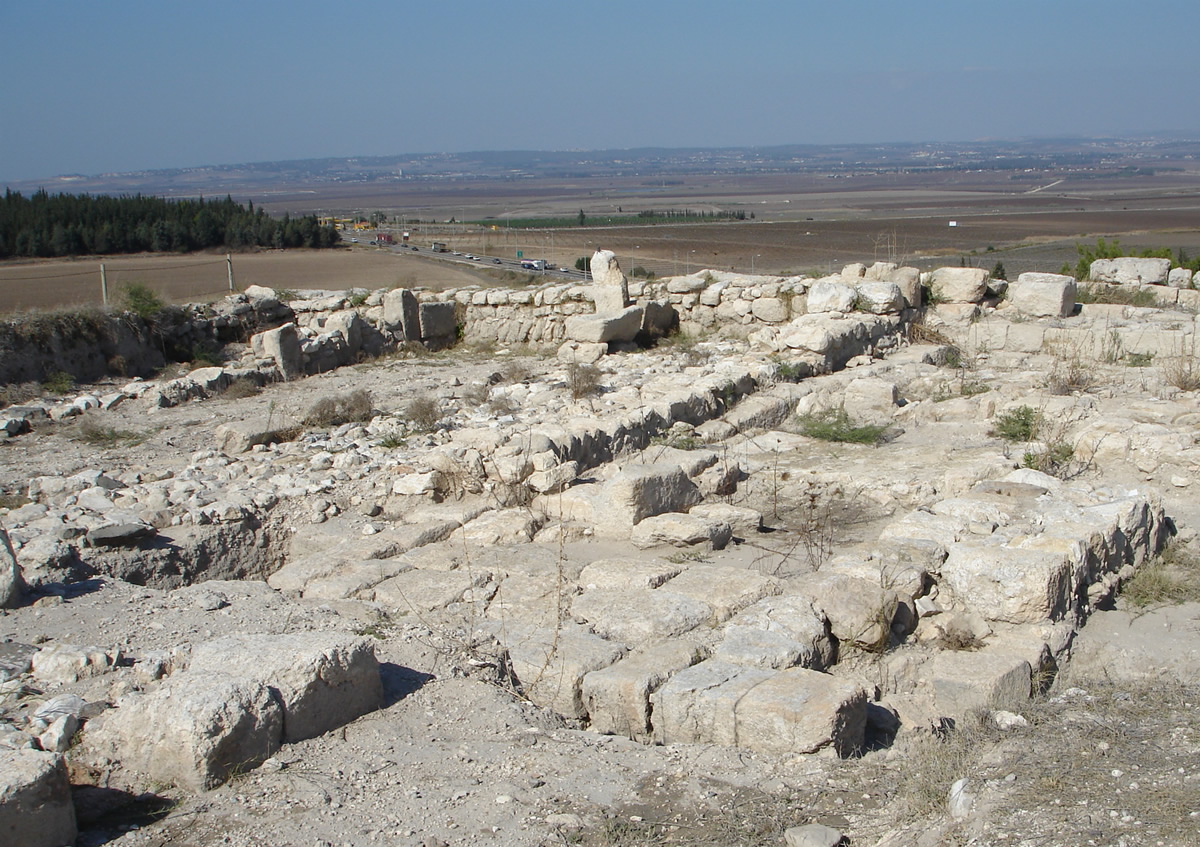
El título «Dawn of Megiddo» hace referencia a la colina de Megido, Israel (en la imagen).

Tom G. Warrior, el principal compositor, rechazó que la banda se pusiera límites en lo que a sonido se refería y recalcó que «cuando estás en un grupo de metal, ¿te dicen qué tienes que hacer? No a Celtic Frost». Asimismo, destacó la influencia de Emerson, Lake and Palmer, Deep Purple y Roxy Music y su combinación de música rock con instrumentos clásicos. Además, como letrista quiso que el álbum abarcara tres áreas temáticas; la historia antigua, el esoterismo y el ocultismo, un terreno del que se encargaría Martin Eric Ain. En el año 2000, Warrior declaró que «[To Mega Therion] era básicamente una expresión de mi propia inmadurez y mis impulsos masculinos. Por eso tiene toques de fantasía a lo Conan. Fue hecho por gente en la pubertad, esa es ciertamente la raíz del heavy metal».
El disco comienza con la pieza instrumental «Innocence and Wrath», la cual está orientada hacia el avant-garde e incorpora el sonido de la trompa a modo de marcha fúnebre. «The Usurper» empieza con un gruñido por parte de Warrior y tiene además tempos lentos, riffs pesados y los coros de Mokri. «Jewel Throne» tiene varios cambios de tempo y según Xavier Russell de Kerrang! es «como estar en una montaña rusa musical que se vuelve más aterradora a medida que el viaje avanza hacia un clímax hipnótico». «Dawn of Megiddo» se orienta al doom metal y su título está inspirado en Megido, una colina de Israel conectada con el comienzo del Armagedón. «Eternal Summer» tiene un ritmo acelerado que solo llega a ralentizarse en la sección central y a pesar de su positivo nombre —en español: «Verano eterno»— su letra hace referencia a deidades destructivas.
La cara B empieza con «Circle of the Tyrants», una pista rápida que mezcla elementos progresivos, thrash metal, influencias neoclásicas y solos de guitarra atonales. «(Beyond the) North Winds» y «Fainted Eyes» siguen el ritmo acelerado de su antecesora, aunque la última alcanza un punto en el que desciende para alcanzar el tempo medio del álbum. El tema instrumental «Tears in a Prophet's Dream» es un arreglo de una pieza compuesta por el bajista original de Hellhammer Urs «Steve Warrior» Sprenger para su proyecto Køtzen y que es básicamente una sucesión de efectos de sonido. El disco termina con «Necromantical Screams», una nueva versión de la pista de Hellhammer «Buried and Forgotten» que de acuerdo con Warrior era «un intento de fusionar emociones visuales con música» y aunque «disolvimos Hellhammer, no odiábamos esas canciones».

## Diseño artístico

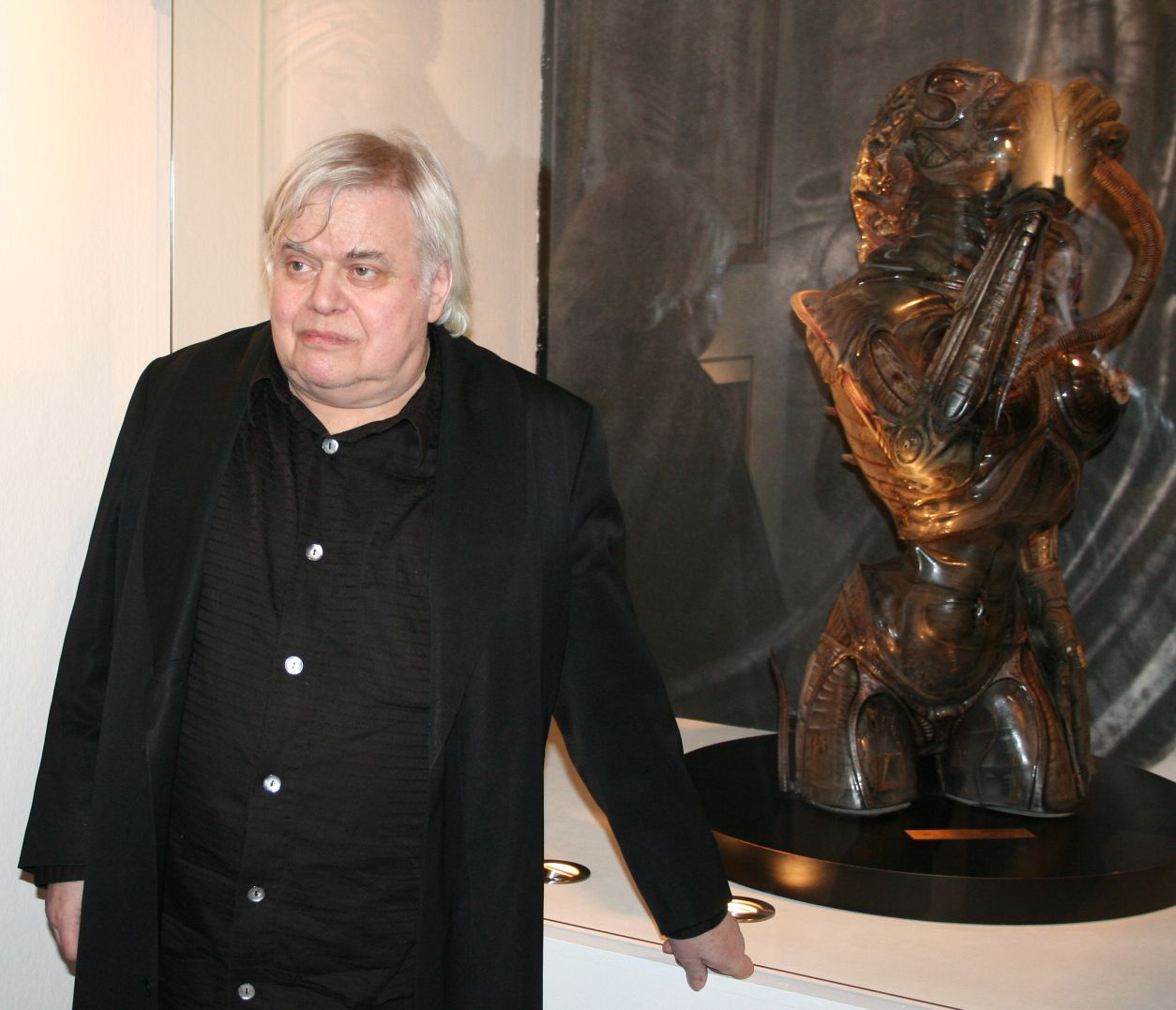
H. R. Giger permitió al grupo utilizar una de sus obras como portada.

Desde su infancia, Tom G. Warrior y Martin Eric Ain eran admiradores de H. R. Giger y el segundo poseía una edición del Necronomicón con ilustraciones del artista. Ambos músicos tenían la creencia de que su arte expresaba visualmente lo que ellos trataban de manifestar con su música y en 1984, durante su etapa en Hellhammer, le enviaron una maqueta y una carta en la que le pedían utilizar su obra Satan I como portada de un futuro álbum. Para sorpresa del dúo, Giger, ganador del Óscar por su labor en Alien: el octavo pasajero (1979), llamó a Warrior unas semanas más tarde y permitió la utilización, no solo de Satan I, sino de su pintura Victory III, con la condición de que no las utilizaran para fines comerciales, lo que incluía el merchandising. A pesar de contar con la autorización del artista, ambos músicos decidieron reservar las dos obras para un disco merecedor de ellas y por ello no las utilizaron en ningún lanzamiento de Hellhammer.
Giger dibujó Satan I en 1977 y en ella muestra a una figura demoníaca rodeada de tentáculos y portando un tirachinas con la forma de un Cristo crucificado. Por su parte, Victory III, creada entre 1981 y 1983, apareció en el interior del libreto con fotografías de Warrior, St. Mark y Steiner a sus lados. En 2006, Giger permitió a Celtic Frost utilizar Satan I como telón de fondo de sus conciertos, además, para conmemorar el vigésimo aniversario del álbum, ambas partes acordaron lanzar al mercado una línea de merchandising que incluía camisetas y sudaderas con la imagen de la portada.

## Lanzamiento
To Mega Therion salió a la venta el 27 de octubre de 1985 a través de Noise Records y su título, traducido como La gran bestia, lo seleccionó Ain debido a que era una frase bíblica adoptada por el ocultista británico Aleister Crowley. Tras su grabación, la comunicación entre Dominic Steiner y el resto de la banda estaba completamente rota y poco después abandonó la formación, aunque los motivos de su salida varían. El propio Steiner declaró que «simplemente me fui. Consideré que mi trabajo estaba hecho», mientras que según Warrior, a pesar de que «sus ideas eran legítimas, no encajaban con el concepto de Celtic Frost», motivo por el cual él y el batería tuvieron una reunión para echarle. St. Mark, por su parte, relató que él fue quien decidió expulsarle y que pese a no era el líder del grupo, cerca estuvo de llamarle para despedirle.
Tras la salida de Steiner, Warrior y St. Mark contactaron con Ain, que se había independizado de sus padres, para que regresara al conjunto. El bajista mostró su arrepentimiento y consideró no haber grabado el álbum como su mayor error, mientras que el guitarrista señaló que «[Steiner] es irrelevante para la historia de Celtic Frost. Estuvo cuatro meses y era un idiota». Ante el regreso de su bajista original, la banda grabó un nuevo EP, Tragic Serenades (1986), que incluyó nuevas versiones de «The Usurper» y «Jewel Throne» que sustituirían a las grabadas por Steiner en las reediciones de To Mega Therion.

## Recepción
Tras su publicación, To Mega Therion recibió principalmente reseñas positivas. Götz Kühnemund de Rock Hard declaró que «las partes de guitarra son más rápidas y mejores, las intros más originales y las letras destacan del resto del black metal. Basta decir que lo considero el mejor álbum de Celtic Frost».  R. S. Murthi del periódico New Straits Times escribió que «las rápidas guitarras, los ritmos catatónicos y la voces intensas pueden dar a tus padres un ataque al corazón o un dolor de oídos o ambos, pero si eres inmune al ruido, no te importará». Petra Becker de Metal Hammer sentenció que «todo el LP está interpretado de manera extremadamente potente» y que «no hay rastro de pensamiento comercial, lo que demuestra que los músicos se expresan en sus canciones, incluso si este tipo de música a menudo es evitado por las masas de compradores y los medios de comunicación». Por su parte, Bernard Doe de la revista Metal Forces remarcó que necesitó de algunas escuchas «para introducirse» en él, eligió a «Fainted Eyes» como la mejor canción y elogió la voz de Warrior, aunque consideró que debería mejorar como guitarrista.
Con el paso del tiempo continuaron las buenas críticas y varios medios la seleccionaron como una de las mejores obras de su género. Adrien Begrand de Popmatters destacó que «la musicalidad está considerablemente más lograda, reforzada tremendamente por el batería estadounidense Reed St. Mark» y calificó a «Circle of the Tyrants» como «un momento fundamental en el desarrollo del metal underground; a menudo imitado, nunca igualado». Joe Gross de Spin lo eligió como un álbum esencial del thrash metal y relató que «esta casi psicodélica miasma de metal acabó siendo tan influyente en el underground como Motörhead», mientras que su compañero Anthony Bartkewicz remarcó que «a medida que avanza, crea subgéneros: Black metal sinfónico en “Innocence and Wrath”. El potente death metal de Obituary en “Circle of the Tyrants”. Riffs sludge que potenciarían todos, desde Napalm Death a Nirvana». Ned Raggett de Allmusic declaró que «Warrior ruge su voz con júbilo y una sonrisa traviesa sin recurrir nunca a los lamentos de castrato autoparódicos. No hay mucha variedad en todo Therion, todo es principalmente como se indica, grande, ruidoso e invocando la muerte y las nubes de tormenta evocadas por los dioses paganos». Ian Christe, autor de El sonido de la bestia, expuso que «rompe las barreras entre los géneros. Con un sonido de guitarra que podría describirse como un crujido, el disco tiene elementos de Metallica y Slayer como si estuvieran interpretados por un ágil monstruo de granito».

### Legado

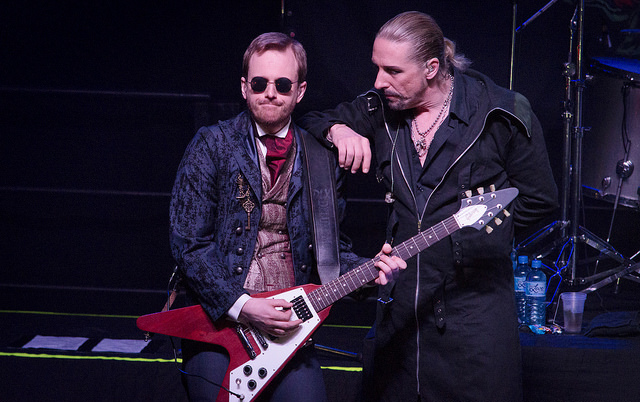
El grupo Therion tomó su nombre del título del álbum.

Con el paso del tiempo, To Mega Therion recibió el reconocimiento de bandas y artistas posteriores. Fenriz, batería de Darkthrone, declaró que «escuchar “Dawn of Megiddo” fue una locura, como ir a otra dimensión. Celtic Frost fue una de las bandas que me empujó a formar mi propio grupo», mientras que su compañero Nocturno Culto remarcó que «escucho este álbum todo el tiempo. Ha pasado a mi carne y a mi sangre». Nick Holmes, vocalista de Paradise Lost, seleccionó cuatro de las canciones del disco entre sus favoritas del repertorio de Celtic Frost y eligió a «Circle of the Tyrants» como la mejor, de la cual dijo que «la he reproducido más que ninguna otra de sus canciones. Me encanta su sentimiento y su letra puede que no tenga sentido, pero suena genial». Por su parte, Christofer Johnsson, guitarrista de Therion, utilizó como inspiración el título del álbum para el nombre de su conjunto. Entre los músicos que los han seleccionado como uno de sus discos favoritos se encuentran Pat O'Brien de Cannibal Corpse, Grutle Kjellson de Enslaved, Tony Laureano, Attila Csihar de Mayhem, Anders Nyström de Diabolical Masquerade, Sakis Tolis de Rotting Christ, Morgan Håkansson de Marduk, Christofer Johnsson y Fenriz. Por otra parte, músicos y grupos como High on Fire, Opeth, Phil Anselmo, Metallica, 1349 y Obituary han versionado algunos de sus temas.

### Reconocimientos
| Publicación  | Año  | Reconocimiento                                       | Puesto | Ref.   |
| ------------ | ---- | ---------------------------------------------------- | ------ | ------ |
| Decibel      | 2013 | Top 50 álbumes de thrash metal de todos los tiempos  | 21     | [ 56 ] |
| Kerrang!     | 2016 | Los 50 mejores álbumes de metal de todos los tiempos | 42     | [ 57 ] |
| Loudwire     | 2015 | Los 50 mejores álbumes de metal de todos los tiempos | 28     | [ 58 ] |
| Metal Hammer | 2018 | Los 40 mejores álbumes de metal de todos los tiempos | -      | [ 59 ] |
| Metal Hammer | 2020 | Los 20 álbumes más diabólicos de los 80              | 16     | [ 60 ] |
| Pitchfork    | 2018 | Los 200 mejores álbumes de la década de 1980         | 141    | [ 61 ] |
| Terrorizer   | 2011 | Los 50 álbumes de thrash metal definitivos           | 28     | [ 62 ] |

## Lista de canciones
Todas las canciones compuestas por Tom G Warrior, excepto donde se indique lo contrario.
| Cara A |                                      |                                 |          |  |
| N.º    | Título                               | Escritor(es)                    | Duración |  |
| 1.     | «Innocence and Wrath» (instrumental) |                                 | 1:02     |  |
| 2.     | «The Usurper»                        |                                 | 3:24     |  |
| 3.     | «Jewel Throne»                       |                                 | 3:59     |  |
| 4.     | «Dawn of Megiddo»                    | Tom G. Warrior, Martin Eric Ain | 5:42     |  |
| 5.     | «Eternal Summer»                     |                                 | 4:29     |  |

| Cara B |                                             |                             |          |  |
| N.º    | Título                                      | Escritor(es)                | Duración |  |
| 6.     | «Circle of the Tyrants»                     |                             | 4:36     |  |
| 7.     | «(Beyond the) North Winds»                  |                             | 3:04     |  |
| 8.     | «Fainted Eyes»                              |                             | 5:00     |  |
| 9.     | «Tears in a Prophet's Dream» (instrumental) | Celtic Frost, Steve Warrior | 2:30     |  |
| 10.    | «Necromantical Screams»                     | T. Warrior, Ain             | 6:06     |  |
| 39:52  |                                             |                             |          |  |

| Pistas adicionales de las reediciones |                                       |                 |          |  |
| N.º                                   | Título                                | Escritor(es)    | Duración |  |
| 2.                                    | «The Usurper»                         |                 | 3:24     |  |
| 3.                                    | «Jewel Throne»                        |                 | 4:01     |  |
| 11.                                   | «Return To The Eve» (1985 Studio Jam) | T. Warrior, Ain | 4:08     |  |

Fuente: Discogs.

## Créditos
| Celtic Frost - Tom G Warrior – guitarra, voz y efectos de sonido - Reed St. Mark – Batería, percusión y efectos de sonido - Dominic Steiner – bajo y efectos de sonido Músicos adicionales - Martin Eric Ain – bajo (pistas 2, 3 y 11 de las reediciones) - Wolf Bender – trompa (pistas A1, A4 y B10) - Claudia-Maria Mokri – voz adicional (pistas A2, B6 y B10) - Horst Müller, Urs Sprenger – efectos de sonido (pista B9) | Producción - Horst Müller – producción, ingeniería y mezcla - Tom G. Warrior – coproducción y asistencia de ingeniería - Rick Lights – asistencia de ingeniería - Karl Ulrich Walterbach – producción ejecutiva - H. R. Giger – ilustraciones |

Fuente: Discogs.

## Posición en las listas
| País  | Lista               | Mejor posición | Ref.   |
| ----- | ------------------- | -------------- | ------ |
| Suiza | Schweizer Hitparade | 100            | [ 65 ] |